# Pteromalus simplex
Pteromalus simplex is een vliesvleugelig insect uit de familie Pteromalidae. De wetenschappelijke naam is voor het eerst geldig gepubliceerd in 1841 door Förster.